# Begonia glandulifera
Begonia glandulifera là một loài thực vật có hoa trong họ Thu hải đường. Loài này được Griseb. mô tả khoa học đầu tiên năm 1860.